# 辻修
辻 修（つじ おさむ、1974年5月21日 - ）は、krei所属の元俳優、元劇団動物電気所属（〜2018年3月）。岐阜県出身、明治大学中退。身長170cm・体重48kg。特技は日本史研究。

## 出演

### 映画
- 日本沈没
- 夢十夜
- 曲がれ!スプーン
- となり町戦争
- 東京タワー
- 裁判長!ここは懲役4年でどうすか（2010年、ゼアリズエンタープライズ） - 横内被告 役
- 映画 深夜食堂
- ボクは坊さん
- アフタースクール
- 人間椅子（2006年）

### テレビドラマ
- ケータイ刑事 銭形零
- TRICK 新作スペシャル1（2005年11月13日、テレビ朝日） - 小林 役
- 下北サンデーズ（テレビ朝日） - 野田秀夫 役
- 週刊真木よう子「景色のキレイなトコに行こう」（2008年、テレビ東京） - 占い師 役
- サラリーマン金太郎（2008年、テレビ朝日） - 石川吾郎 役
- 俺たちは天使だ! NO ANGEL NO LUCK 第4話（2009年7月22日、テレビ東京）
- サラリーマン金太郎 第2シリーズ（2010年、テレビ朝日） - 石川吾郎 役
- 都市伝説の女（2012年、テレビ朝日） - 秋山信二 役
- 鈴木光司 リアルホラー「夜光虫」（2015年3月15日、BSフジ） - 川端光明 役
- 連続テレビ小説「こころ」（NHK）
- 連続テレビ小説「純情きらり」（NHK）
- ゴーストフレンズ（NHK）
- トライエイジ第2夜「金田一家3代の物語」（NHK）
- 東京・足立区発ドラマ「千住クレイジーボーイズ」（NHK BSプレミアム）
- 正義の味方（日本テレビ）
- ワイルド・ヒーローズ（日本テレビ） - レギュラー
- ドラマ30「虹のかなた」（TBS）
- アキハバラ@DEEP（TBS）
- おじいちゃんは25歳（TBS）
- 深夜食堂3 ＃9（MBS/TBS）
- MM9（MBS）
- 東京ラブ・シネマ（フジテレビ）
- 役者魂!（フジテレビ）
- 無理な恋愛（フジテレビ）
- トリハダ6 #5（フジテレビ）
- 踊る大捜査線 TV SPECIAL（フジテレビ）
- 独身貴族（フジテレビ）
- モンタージュ 三億円事件奇譚 後編（フジテレビ）
- トリック SP版（テレビ朝日）
- コールセンターの恋人（テレビ朝日）
- ライオン丸G（テレビ東京）
- 去年ルノアールで（テレビ東京）
- キューティーハニー THE LIVE（テレビ東京）
- 俺たちは天使だ!（テレビ東京）
- モテキ（テレビ東京）
- 戦国鍋TV 〜なんとなく歴史が学べる映像〜（TVK） - 島左近役
- 連続ドラマW「モザイクジャパン」＃3/＃4（WOWOW）
- PANIC IN #8「ラ・ムー」（BSスカパー!）
- 吉田戦車「伝染るんです。」（BeeTV） - 傷役
- 重要参考人探偵（2017年、テレビ朝日） - 引田大輔

### アニメ
- NHK BSプレミアム 「ぢべたぐらし あひるの生活」レギュラー

### CM
- アコムマスターカード
- アクエリアス
- コナミ
- マクドナルド
- グリコ
- NTT西日本
- ロッテ
- LINE

### PV
- サンセットマン イースタンユース

### 舞台
- 劇団本谷有希子
- 猫のホテル
- 拙者ムニエル
- 動物電気
- WBB vol.3 「苦闘のラブリーロバー」（2012年12月18日 - 25日、赤坂RED THEATER)
- タカハ劇団 「嘘より甘い」作・演出　高羽彩
- はえぎわ 作・演出 ノゾエ征爾
- 田村亮一座旗揚げ公演 作・演出 鈴木おさむ
- 舞台「謎解きはディナーのあとで」 出演：DAIGO、西山茉希、ウエンツ瑛士、橋本マナミ
- モッカモッカ

### ラジオ
- 劇ナビ 2015年5月〜毎月第4金曜日 パーソナリティー FM世田谷
- リッスンワンダーグラウンド 東京メトロ てっちゃん役レギュラー TOKYO FM

### ビデオ
- 負け犬結婚相談所